# الكيتا

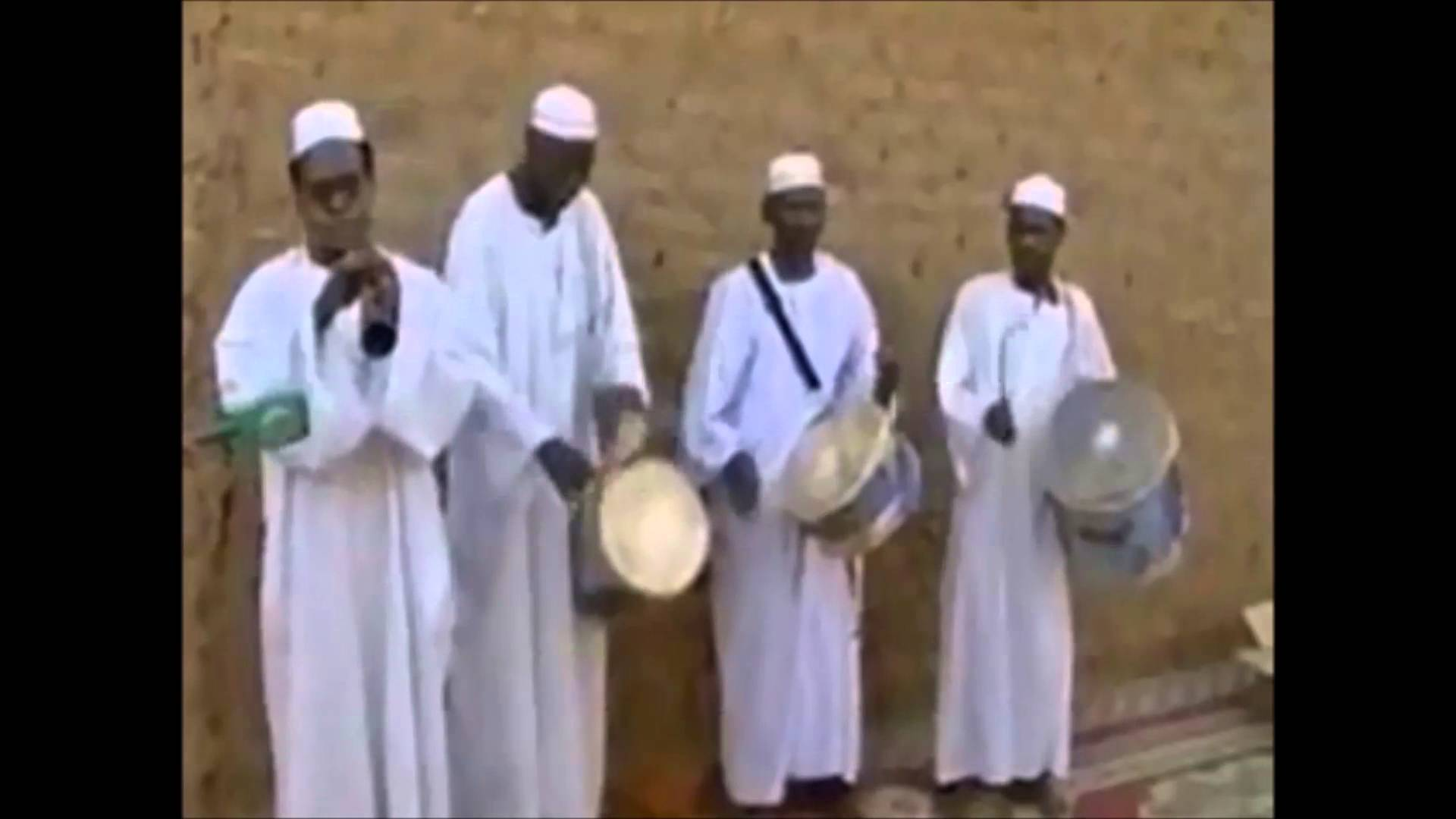
القيتا تراث البرنو و اشتهر بها الهوسا

الكيتا هي من تراث البرنو ولكن اشتهرت بها قبائل الهوسا من قديم الزمان حتى أصبحت جزءً لا يتجزء من تراث الهوساوي في الوقت الحالي، بالرغم من ان يتميز الشعب السوداني بالكثير من الثقافات المتنوعة الجاذبة ولكن تاثرت باقي قبائل السودان بهذا المزمار نسبة لانتشار الهوسا في شتا مدن وقرى السودان فنجدها في كل المناسبات الاجتماعية كمظهر اجتماعي شعبي جذاب، ومن هذه الفنون موسيقا الكيتا التي انتشرت بصورة واسعة مُحيِية لروح الحماسة الشعبية في النفوس وهي قد سحبت البساط من تحت موسيقا آلة القرب في كل المناسبات وأصبح الناس يأتون بها في المناسبات الصغيرة كالختان وتخريج طلاب الجامعات والأفراح كما انها وسيلة جمع الناس في حالة الحرب والسلم والأحداث المفاجئة بضربات معينة تنقر على هذه الآلات، أيضاً عند زيارة أحد المسؤولين الكبار إلى مناطق قبائل الهوسا والبرنو.. لأنها تعزف الألحان الشعبية المألوفة للأذن السودانية من أغاني السيرة والحماس التي يحبها كل السودانيين بمختلف لهجاتهم ومناطقهم وتعدد قبائلهم، وعندما تبدأ موسيقا الكيتا بصوتها العالي المحبب تجمع الناس بهذا النداء الجذاب..

## أصول الكيتا
مزمار الكيتا كما ذكر الأستاذ أمير النور ـ الباحث الموسيقي ـ من أهم الآلات الموسيقية عند قبيلة البرنو، ومزمار الكيتا له عدة أسماء منها الكيتا والغيتا وهو أحد آلات النفخ التي تشبه القرب الاسكتلندية وصوتها أشبه بصوت آلة الترمبيت وتصاحبها ثلاث طبول هي «الطمبل، الركبة، الترمبيتا» كإيقاع مصاحب للكيتا بطريقة عزف الترومبيتات في الموسيقا العسكرية، وتوجد هذه الآلة بمنطقة المغرب العربي وشمال وغرب إفريقيا بذات الاسم وقد اشتُهرت الثقافة الموسيقية بمجموعات البرنو، الهوسا والتي تقطن في كثير من المناطق بالسودان بمزمار الكيتا والتي يرجع ظهورها إلى القرن الرابع عشر الميلادي..كما أن الكيتا تراث أصيل لقبيلة البرنو ومن أشهر فناني البرنو هو الفنان عمر إحساس..

## مكونات آلة الكيتا..

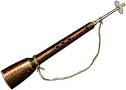
واحة من الآت الكيتا

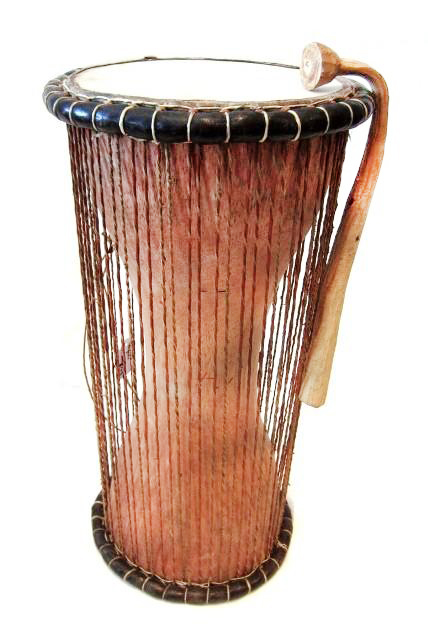
واحة من الآت الكيتا

تتكون آلة الكيتا في السودان من أربعة أجزاء هي: الكروكرو وهو عبارة عن أسطوانة مخروطية غالباً ما تكون من النحاس الأصفر يُثبت على فتحتها العُليا مبسم «بُروزام» ضيق من القصب شبيه بمبسم مزمار الأوبو وقمع من الصفيح لتسهيل عملية النفخ عليه.
الكلنقو: وهو سطح من القنا يُجلَّد بجلد ذنب البقر
العمود المحدّب وهو أيضاً يُكسى من جلد البقر
الفندك «البوغ» ويصنع من شجرة البكر ويكسو من جلد الماعز..
عند النظر لآلة الكيتا سنجد أن لها أربعة ثقوب تنتج نظام نغمي خماسي ذو أبعاد متساوية وخالٍ من نصف الدرجة الصوتية، وقبل العزف عليها يقوم العازفون بتليين التجويف الداخلي للفم عن طريق استخدام مضمضة من نبات أشجار السنط والقرض بغرض تسهيل عملية توسعته وتحويله إلى 
مستودع للهواء «قربة»..

## كيفية عزف موسيقا الكيتا..
يصاحب مزمار الكيتا ثلاثة طبول ذات شكل أسطواني مختلفة الأحجام [ كلنقو ] تُحمل على الكتف وتُنقر اثنان منها «الركبة، التمبل» على أحد جنبيها بعصا معكوفة ويُضرب الجانب الثاني منها بكف اليد بينما يُنقر الثالث «الترومبيت» على جانب واحد بواسطة عودين مستقيمين..
وتعلّم النفخ على مزمار الكيتا يتطلب وقتاً طويلاً ومجهوداً جباراً قد يستغرق أكثر من سنة، وتحوي مدينة الخرطوم سبعة فرق بحي مايو والإنقاذ، كما أن هناك بعض الفرق بأمدرمان والخرطوم بحري وهي من أقدم الفرق، وأي منطقة يعيش به الهوسا والبرنو توجد بها فرق للكيتا.

## إرث تأريخي..
في حفل رفع راية الاستقلال في السودان بحضور الزعماء السياسيين إسماعيل الأزهري ومحمد أحمد المحجوب والزعماء الروحيين السيد عبد الرحمن المهدي والسيد علي الميرغني، كان من ضمن فرق الموسيقا السودانية التي شاركت في الاحتفال فرقة أبناء الهوسا والبرنو تعزف موسيقا «الكيتا».وبعد أن كادت فرقة الكيْتا تدخل متحف تاريخ الموسيقا لتُصنَّف كواحدة من الحضارات التي سادت ثم بادت نجد أنها عادت مرة أخرى لتأخذ موقعها على خارطة المناسبات السودانية ليس من جانب المظاهر المبتدعة بل إحياءً لها ولتراث البرنو والهوسا الأصيل..